# Края, Осман
Осман Края (алб. Osman Kraja; 1930, Зонгулдак, Турция) — албанский учёный, математик, педагог, профессор, ректор Тиранского университета (1981—1988), дипломат.

## Биография
До 1949 года учился в гимназии «Кемаль Стафа» в Тиране. Затем изучал математику в Варшавском университете. Защитил кандидатскую диссертацию по экономике в Московском государственном университете и докторскую диссертацию по математике в Институте математики Академии наук КНР. Владеет семью языками.
Начал свою преподавательскую деятельность в столичной гимназии «Кемаль Стафа». Позже был назначен преподавателем в Педагогическом институте Тираны, который был первым высшим учебным заведением Албании. В течение следующих 45 лет работал преподавателем, заведующим кафедрой математики факультета естественных наук Тиранского университета, затем деканом этого факультета, проректором университета. Внёс большой вклад, как преподаватель и исследователь в развитие естественного факультета и установление авторитета университета.
В 1981—1988 годах — профессор, ректор Тиранского университета.
С 1997 года — на дипломатической работе.
В 1997—2003 годах — Чрезвычайный и полномочный посол Республики Албании в Польше и по совместительству в Республиках Эстония, Латвия, Литва и на Украине.
В 2002 году награждён командорским крестом ордена Заслуг перед Республикой Польша.
Автор учебников и трудов в области математики.

## Избранные труды
- «Математический анализ I, II, III» (учебник, 1974).
- «Высшее образование в РПСШ перед важными задачами» (1987).
- «Тиранский университет 1957—2007» (в соавт. 2007).